# اندلاق الأسنان
اندلاق الأسنان هو شذوذ تنموي نادر المنشأ موجود في الأسنان إذ يبدو أن السطح الخارجي يشكل نتوءً أو أعتابًا إضافيًا.
من المرجح أن تتأثر الضواحك أكثر من أي سن أخرى. يمكن أن تحدث من جانب واحد أو ثنائيًا. يحدث اندلاق الأسنان عادة بأسلوب ثنائي أو متناظر. يمكن رؤية ذلك بطريقة متكررة في الآسيويين (بما في ذلك السكان الصينيون والماليزيون والتايلانديون واليابانيون والفلبينيون والهنود).
يتراوح انتشار اندلاق الأسنان من 0.06٪ إلى 7.7٪ اعتمادًا على العرق. إنه أكثر شيوعًا لدى الرجال منه لدى النساء، أكثر تواترًا في الأسنان السفلية من الأسنان العلوية. المرضى الذين يعانون من متلازمة إليس فان كريفيلد، وسلس الصباغ المنقص التلون، ومتلازمة موهر، ومتلازمة روبنشتاين تايبي، ومتلازمة ستيرج ويبر معرضون لخطر أكبر للإصابة باندلاق الأسنان.

## العلامات والأعراض
من المهم تشخيص اندلاق الأسنان مبكرًا وتوفير العلاج المناسب للمساعدة في الوقاية من أمراض اللثة والتسوس ومضاعفات اللب وسوء الإطباق. يحدث على السطح العضدي / العنقي للأسنان. يمكن أن يسبب النتوء الإضافي تداخلًا اطباقيًا، وتشريد السن المصاب و/أو الأسنان المتعارضة، ويهيج اللسان عند التحدث والأكل وتسوس الأخاديد التنموية. يمكن أن يعاني ألم المفصل الصدغي الفكي بشكل ثانوي بسبب الصدمة الإطباقية الناجمة عن الحَدَبَة.
يمكن تأكل هذا النتوء أو كسره بسهولة. في 70٪ من الحالات، امتداد اللب الناعم يمكن أن يؤدي إلى العدوى ونخر اللب والأمراض المحيطة بقمة السن.

### الحالات الشاذة المرتبطة بها
حَدَبَات إضافية
مشاكل الجمالية و/أو الانسداد
عدم التخلق
الحزام السني المشقوق
نتوء كارابللي متضخم
اتئام الأسنان
السن المنحشرة
الانجراف الشفوي
أخدود شفوي
الروائيل الأنسية (بالإنجليزية:Mesiodens)
ضَخْمُ الأسنان (بالإنجليزية:Megadont)
ورم سني
القواطع الجانبية على شكل وتد (بالإنجليزية:peg shaped lateral incisor)
سلسلة التلال الهامشية البارزة
أخدود ضحل في القواطع الجانبية
قاطعة على شكل مجرفة
الأسنان الزائدة

## السبب
لا يزال سبب اندلاق غير واضح. هناك أدبيات تشير إلى أن اندلاق شذوذ معزول. خلال المرحلة الجرسية (بالإنجليزية:bell stage) من تكوين الأسنان، قد يحدث اندلاق الأسنان نتيجة لنمو غير عادي وطي ظهارة المينا الداخلية والخلايا الحسية الخارجية للحُلَيمَة السنية في الشبكية النجمية لجهاز المينا.

## التشخيص
قد يكون تشخيص اندلاق الأسنان صعبًا عندما لا تكون هناك علامات وأعراض اللب الميت أو المصاب. إنها مهمة صعبة للتمييز بين الآفة المحيطة بقمة السن الحقيقية والتردد الإشعاعي المحيطي الطبيعي لبصيلات الأسنان ذات القمة غير الناضجة.
- اختبارات اللب (يمكن أن تكون نتائج اختبار الأسنان غير الناضجة مضللة، حيث من المعروف أنها تعطي نتائج غير موثوقة)[1]

- تحقق وانظر ما إذا كان هناك جانب تآكل مرتفع ومسطح على سطح الإطباق للسن[1]

- تجويف الاختبار الذي لا يحتوي على إحساس بالألم ويحتوي على غرفة /قناة لب فارغة.[1]

- الصور الشعاعية (عادة ما حول القمة) - يمكن رؤية بنية مشعة على شكل حرف V تتراكب أعلى التاج المصاب.[2][3] يمكن اكتشاف اندلاق الأسنان قبل بزوغ السن. ومع ذلك، يمكن أن يكون مظهر اندلاق الأسنان على الصورة الشعاعية مشابهًا تماما للروائيل الأنسية (بالإنجليزية:mesiodens) أو الورم سني (بالإنجليزية:odontoma) المركب.[2]

### تصنيف
يبلغ متوسط عرض الحَدَبَات الأمامية 3.5 مم وطولها 6.0 مم، في حين أن الحَدَبَات الخلفية يبلغ متوسط عرضها 2.0 مم وطولها يصل إلى 3.5 مم. إذا كانت نتوء كارابللي موجودة، فغالبا ما تكون السن المرتبطة أكبر بالإتجاه الإنسي الوحشي ليس من غير المألوف أن يكون اندلاق الأسنان للسن المعني نمط جذر غير طبيعي.
هناك 4 طرق مختلفة لتصنيف اندلاق الأسنان
تصنيف شولج (بالإنجليزية:Schulge classification) (1987)، تقع الأسنان في 5 فئات وفقا لموقع الحَدَبَات
- حَدَبَة على المستوى المائل من نتوء اللسان
- توسيع يشبه المخروط لنتوء الشدق
- حَدَبَة على المستوى المائل من نتوء الشدق
- الحَدَبَة الناشئة عن سطح الإطباق الذي يطمس الأخدود المركزي

2. تصنيف لاو (بالإنجليزية:Lau's classification)، قسم الأسنان إلى مجموعات وفقا لشكلها التشريحي
- مستو
- مخدد
- المدرجات
- ممتلئ

3. تصنيف أولَر (بالإنجليزية:Oehlers classification)، تُصنف الأسنان اعتمادًا على محتويات اللب داخل الحَدَبَة (تم فحص المظهر النسيجي لللب)
- قرون اللب العريضة (34٪)
- قرون اللب الضيقة (22٪)
- قرون اللب المقيدة (14٪)
- بقايا قرن اللب المعزولة (20٪)
- لا يوجد قرن لب (10%)

4. تصنيف حتاب وآخرون (بالإنجليزية:Hattab et al. classification)
الأسنان الأمامية
النوع 1 - تالون، نتوء إضافي محدد جيدا يبرز بشكل فخم ويمتد على الأقل نصف المسافة من تقاطع الأسمنت (CEJ) إلى الحافة القافية
النوع 2 - سيميتالون، نتوء إضافي يمتد أقل من نصف المسافة من CEJ إلى الحافة الانقبامية
النوع 3 - تتبع تالون، حزام سني (بالإنجليزية:cingula) بارز
الأسنان الخلفية
اندلاق الأسنان الأطباقي
اندلاق الأسنان الشفوي
اندلاق الأسنان الحنكي/اندلاق الأسنان اللساني

## إدارة
إذا كان السن المعني بدون أعراض أو صغيرا، فلا حاجة إلى علاج ويجب اتباع نهج وقائي.
تشمل التدابير الوقائية ما يلي:
- تعليمات نظافة الفم[3]
- تقليح الأسنان والتلميع[3]
- تطبيق الفلورايد الموضعي على نتوء منخفض[3]
- تطبيق مانع تسرب الشق[3][3]
- فحص الأسنان المتكرر، إيلاء اهتمام إضافي للشقوق[2]
- قم بإجراء غطاء اللب المباشر أو غير المباشر[1] في الحالات ذات امتداد اللب،[2] لمحاولة زيادة معدل تكوين العاج التعويضي (ولكن قد يؤدي إلى طمس القناة)
- ختم العاج المكشوف بالراتنج المعالج بالضوء المحفور بالحمض الهجين الصغير[4]
- قم بإجراء بضع اللب (بالإنجليزية:palpotomy) باستخدام الركام ثلاثي أكسيد المعادن (بالإنجليزية:Minneral Trioxide Aggregate) باستخدام تقنية كفك المعدلة (بالإنجليزية:modified Cvek technique)[3]

بالنسبة للأسنان ذات اللب الطبيعي والقمم الناضجة، قلل من الأسنان المحتلة المعاكسة. تعزيز الحَدَبَة عن طريق تطبيق حشوة ضوئية قابلة للتدفق. يجب إجراء تقييم الانسداد والترميم واللب وحول القمة سنويًا.عندما يكون هناك ركود كاف في اللب، يمكن إزالة الحَدَبَة واستعادة الأسنان.
بالنسبة للأسنان ذات اللب الطبيعي والقمم غير الناضجة، قلل من الأسنان المحتلة المعاكسة. ضع مركبًا قابلاً للتدفق على الحَدَبَة. يجب إجراء تقييم الانسداد والترميم واللب وحول القمة كل 3-4 أشهر حتى تنضج القمة. عندما تكون هناك علامات على ركود اللب الكافي، يمكن إزالة الحَدَبَات واستعادة الأسنان.
بالنسبة للأسنان ذات اللب الملتهب والذروة الناضجة، يمكن إجراء العلاج التقليدي لقناة الجذر واستعادته وفقًا لذلك.
بالنسبة للأسنان ذات اللب الملتهب والقمة غير الناضجة، يمكن إجراء بضع اللب الكلي الضحل ثلاثي أكسيد المعادن (بالإنجليزية:Shallow Mineral Trioxide Aggeregate) ثم استعادته باستخدام الأيونمر الزجاجي والمركب.
بالنسبة للأسنان ذات اللب الميت والقمة الناضجة، يمكن إجراء العلاج التقليدي بقناة الجذر واستعادتها.
بالنسبة للأسنان ذات اللب الميت والقمة غير الناضجة، يمكن تنفيذ حاجز الركام ثلاثي أكسيد المعادن نهاية الجذر. يمكن استخدام طبقة الأيونمر الزجاجية والحشوة الضوئية لاستعادة السن.
إذا كان هناك تدخل إطباقي، فيجب تقليل البروز المعاكس. تأكد من أن الحَدَبَة لا تتصل بالأسنان الأخرى في جميع الحركات الخارجية. عادة ما يتم ذلك على مدى بضعة مواعيد، من 6 إلى 8 أسا بالسماح بتكوين العاج التعويضي لحماية اللب. يجب وضع ورنيش الفلورايد على سطح الأرض. استدعاء المريض للمتابعة بعد 3 و6 و12 شهرا.
في بعض الحالات، القلع يمكن أن يؤخذ بنظر الأعتبار (على سبيل المثال لأغراض تقويم الأسنان، فشل التعظم)